# Robert Carmona
Robert Carmona González (nacido el 30 de abril de 1962) es un futbolista profesional uruguayo que juega como central del club Nuevo Casabó de la Divisional D. Además de Uruguay y España, ha jugado en las ligas inferiores de Canadá, Estados Unidos e Italia, para más de 30 equipos en total y 2.200 partidos oficiales.
En 2014 fue reconocido por el Libro Guinness de los récords como el jugador profesional de futbol más longevo del mundo.

## Carrera
Carmona comenzó su carrera en 1976, debutando profesionalmente en 1980, variando entre defensa y mediocampista. Siempre jugó para equipos de segunda división e inferiores. Desde 2014 tiene el récord mundial Guinness por la carrera futbolística más larga, jugando sin descanso desde hace más de 40 años. También tiene el récord del jugador con mayor brecha entre etapas en un club, jugando para La Luz FC en 1984-85, antes de regresar en 2009 (24 años después). Pese a haber pasado por ocho operaciones a causa de las lesiones, su intención es seguir jugando al fútbol.
En 2024 trascendió la noticia de que podría jugar en la Primera C, cuarta categoría del Futbol Argentino.